# Acacio de Cesarea
Acacio de Cesarea en griego Aκακιος Mονoφθαλμος (* ¿? - † 366), apodado el Tuerto, fue obispo de Cesarea Marítima desde 340 al suceder a su maestro Eusebio de Cesarea, cuya vida escribió.
Intervino en la disputa teológica surgida a raíz de la doctrina arriana que había sido condenada en el Concilio de Nicea celebrado en 325 adoptando una postura conciliadora que defendía una fórmula intermedia entre el arrianismo y la doctrina ortodoxa surgida de Nicea y que propugnaba que el Hijo eran similar en esencia al Padre, pero sin entrar a definir específicamente que significaba el término similar. 
Esta doctrina semiarriana, adoptada en un concilio celebrado en 360 en Constantinopla dio lugar al movimiento homoiano (del griego homoios: similar) que fue condenada como herética.
Su posición doctrinal y una cuestión de primacía sobre las sedes provocó un importante enfrentamiento con Cirilo de Jerusalén.